# Antígona (película)
Antígona es una adaptación cinematográfica de 1961 de la clásica tragedia griega homónima de Sófocles. Fue dirigida por Yorgos Javellas, y protagonizada por Irene Papas en el rol titular y Manos Katrakis como Creon. Participó en el 11° Festival Internacional de Cine de Berlín. 

## Sinopsis
El filme interpreta muy cercanamente la historia de la obra original, pero finaliza con una diferencia; en vez de Creon retirándose al interior del palacio como en la obra, la película finaliza con Creon quitándose la corona, abandonado su título y exiliándose a sí mismo de Tebas.

## Reparto
- Irene Papas - Antígona
- Manos Katrakis - Creonte
- Maro Kontou - Ismene
- Nikos Kazis - Hemón
- Ilia Livykou - Eurídice
- Giannis Argyris - Un guardián
- Byron Pallis - Un mensajero
- Tzavalas Karousos - Tiresias

Coro de ancianos nobles de Tebas
- Thodoros Moridis - Primer Anciano de Tebas
- Giorgos Vlahopoulos - Anciano de Tebas
- Yorgos Karetas - Anciano de Tebas
- Thanasis Kefalopoulos - Anciano de Tebas